# Pyry Soiri
Pyry Soiri (sinh 22 tháng 9 năm 1994) là một cầu thủ bóng đá Phần Lan thi đấu ở vị trí tiền vệ cho Esbjerg fB và đội tuyển quốc gia Phần Lan.
Sinh ra với mẹ người Phần Lan và bố người Namibia, anh trải qua thời thơ ấu hầu hết ở châu Phi.

## Sự nghiệp quốc tế
Ngày 6 tháng 10 năm 2017, Soiri ra mắt cho đội tuyển quốc gia Phần Lan trong trận vòng loại World Cup 2018 trước Croatia. Vào sân từ ghế dự bị vào những phút cuối, anh đã ghi bàn thắng gỡ hòa 1–1 vào phút thứ 90.

## Thống kê sự nghiệp

### Bàn thắng quốc tế
Bàn thắng và kết quả của Phần Lan được để trước.
| Thứ tự | Ngày                 | Địa điểm                                                | Đối thủ    | Tỉ số | Kết quả | Giải đấu                      |
| ------ | -------------------- | ------------------------------------------------------- | ---------- | ----- | ------- | ----------------------------- |
| 1.     | 6 tháng 10 năm 2017  | Sân vận động Rujevica, Rijeka, Croatia                  | Croatia    | 1–1   | 1–1     | Vòng loại FIFA World Cup 2018 |
| 2.     | 9 tháng 11 năm 2017  | Telia 5G -areena, Helsinki, Phần Lan                    | Estonia    | 1–0   | 3–0     | Giao hữu                      |
| 3.     | 26 tháng 3 năm 2018  | Gloria Golf Resort Pitch A, Belek, Thổ Nhĩ Kỳ           | Malta      | 5–0   | 5–0     | Giao hữu                      |
| 4.     | 15 tháng 10 năm 2018 | Sân vận động Tampere, Tampere, Phần Lan                 | Hy Lạp     | 1–0   | 2–0     | UEFA Nations League 2018–19   |
| 5.     | 26 tháng 3 năm 2019  | Sân vận động Cộng hòa Vazgen Sargsyan, Yerevan, Armenia | Armenia    | 2–0   | 2–0     | Vòng loại UEFA Euro 2020      |
| 6.     | 20 tháng 11 năm 2023 | Sân vận động San Marino, Serravalle, San Marino         | San Marino | 1–0   | 2–1     | Vòng loại UEFA Euro 2024      |
| 7.     | 20 tháng 11 năm 2023 | Sân vận động San Marino, Serravalle, San Marino         | San Marino | 2–0   | 2–1     | Vòng loại UEFA Euro 2024      |